# Маримон, Хесус
Хесус Давид Маримон Баэс (исп. Jesús David Marimón Báez; род. 9 сентября 1998, Мария-ла-Баха, Боливар) — колумбийский футболист, полузащитник.

## Клубная карьера
Маримон — воспитанник клуба «Онсе Кальдас». 17 августа 2015 года в матче против «Хагуарес де Кордоба» он дебютировал в Кубке Мустанга. 21 февраля 2016 года в поединке против «Депортес Толима» Хесус забил свой первый гол за «Онсе Кальдас».
Летом 2018 года Маримон перешёл в бельгийский «Мускрон-Перювельз».

## Международная карьера
В 2015 году в составе юношеской сборной Колумбии Хесус принял участие в юношеском чемпионате Южной Америки в Парагвае. На турнире он принял участие в матчах против команд Перу, Уругвая, Аргентины, Эквадора и дважды Бразилии.